# St. Martin (Nohn)

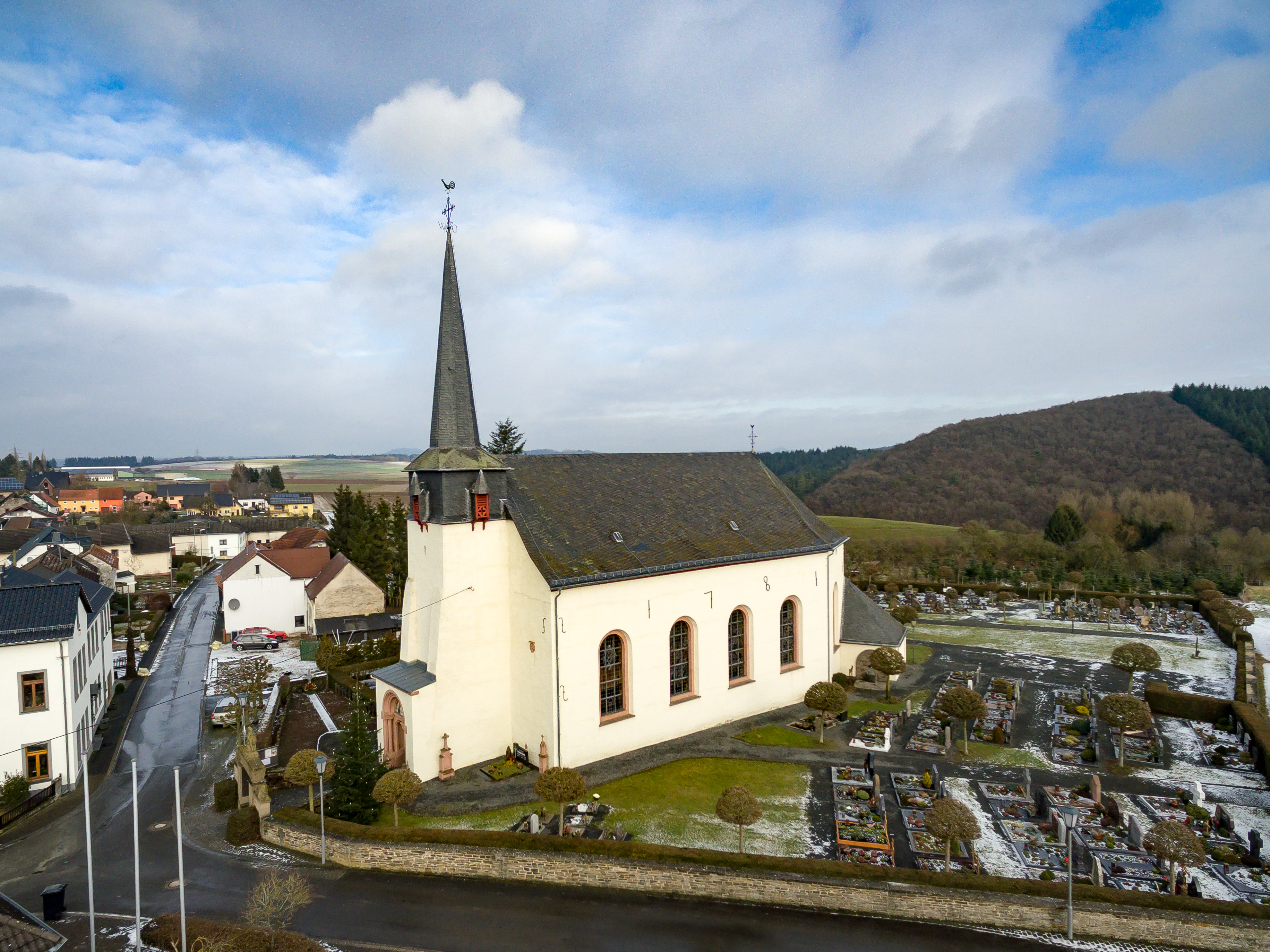
Kirche St. Martin in Nohn

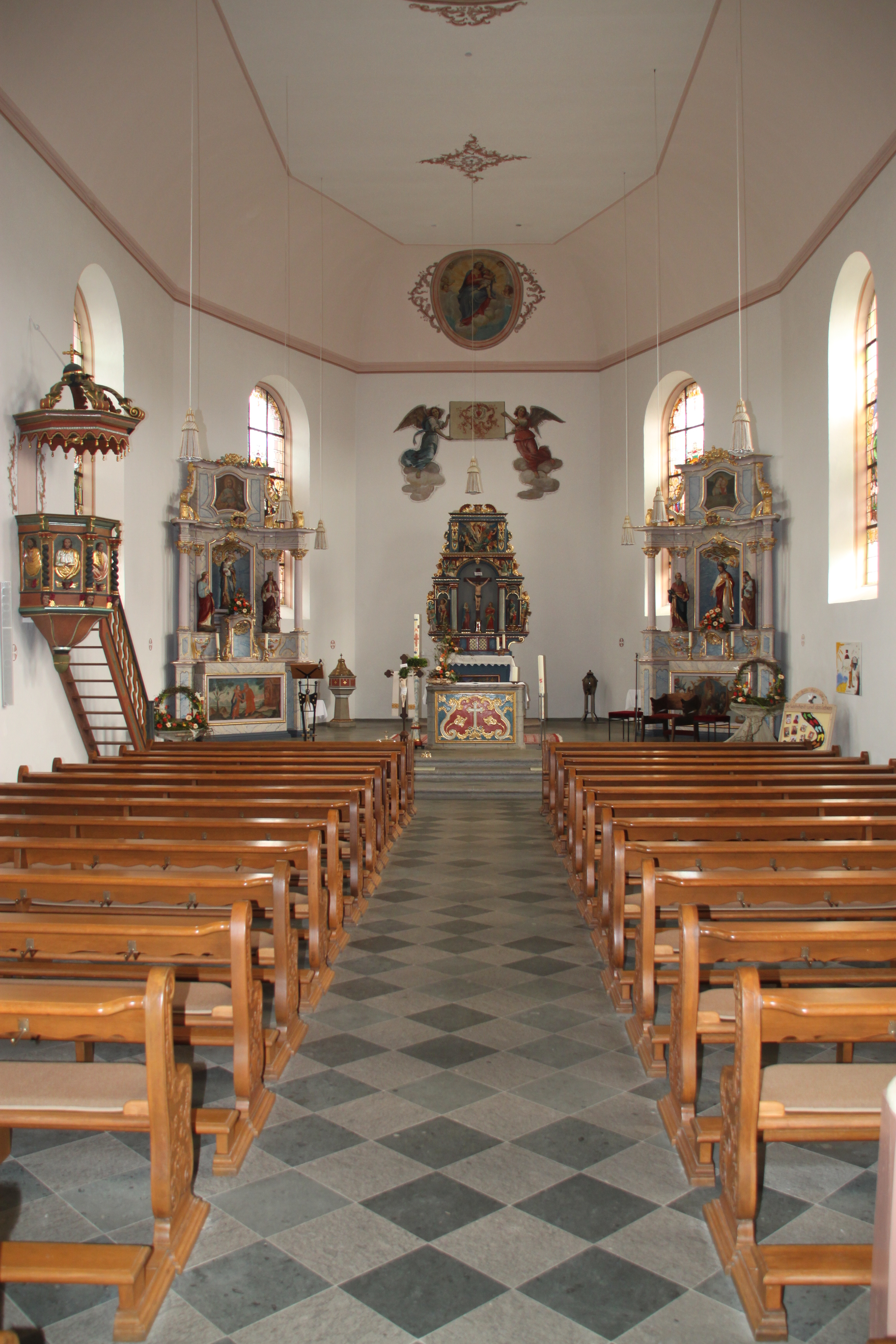
Innenansicht

St. Martin ist eine katholische Pfarrkirche in Nohn, einer Ortsgemeinde im Landkreis Vulkaneifel in Rheinland-Pfalz, die 1781 errichtet wurde. Die dem heiligen Martin geweihte Kirche ist ein geschütztes Kulturdenkmal und befindet sich an der Kirchstraße 14.

## Geschichte
Schon im 10. Jahrhundert existierte eine Kapelle mit dem Martinspatrozinium, was auf deren hohes Alter schließen lässt. Diese Kapelle wurde wegen Baufälligkeit abgerissen und 1781 durch einen Neubau ersetzt, der nach den Plänen von Conradus Neck (* 25. November 1730 in Solothurn; † 12. Januar 1810 in Steinfeld), einem Mönch des Klosters Steinfeld, errichtet wurde.

## Beschreibung
Der quadratische Turm – mit rundbogigen und spitzbogigen Öffnungen – aus dem 16. Jahrhundert blieb erhalten. Im Westen ist ihm eine Vorhalle vorgesetzt, durch dessen Portal man die Kirche betritt. Der neuromanische Saalbau ist 32,80 m lang und 10,30 m breit und steht auf einem abfallenden Gelände inmitten eines Friedhofs. Die verputzten Bruchsteinmauern besitzen je vier Rundbogenfenster an den Seiten des Kirchenschiffs und weitere im Chor. Im Osten wurde nach 1830 eine Sakristei angebaut.

## Ausstattung
Der Hochaltar ist aus der ersten Hälfte des 17. Jahrhunderts. Die Beichtstühle und die Kanzel sind aus dem 18. Jahrhundert. Die barocke Orgel wurde 1868 eingebaut, sie stammt aus der Benediktinerabtei St. Matthias in Trier und wurde um 1720 hergestellt.